# NGC 127
NGC 127 é uma galáxia lenticular (S0) localizada na direcção da constelação de Pisces. Possui uma declinação de +02° 52' 24" e uma ascensão recta de 0 horas, 29 minutos e 12,3 segundos.
A galáxia NGC 127 foi descoberta em 4 de Novembro de 1850 por William Parsons.